# نگتبونگ
نگتبونگ (به لاتین: Ngetbong) یک منطقهٔ مسکونی در پالائو است که در نگاردماو واقع شده‌است. نگتبونگ ۰٫۶۵ کیلومتر مربع مساحت دارد ۱۷ متر بالاتر از سطح دریا واقع شده‌است.